# Ciudad del Sol
Ciudad del Sol är en ort i Mexiko.   Den ligger i kommunen Champotón och delstaten Campeche, i den östra delen av landet, 900 km öster om huvudstaden Mexico City. Ciudad del Sol ligger 5 meter över havet och antalet invånare är 628.
Terrängen runt Ciudad del Sol är platt. Havet är nära Ciudad del Sol västerut. Runt Ciudad del Sol är det glesbefolkat, med 11 invånare per kvadratkilometer. Närmaste större samhälle är Champotón, 15,0 km söder om Ciudad del Sol. I omgivningarna runt Ciudad del Sol växer i huvudsak lövfällande lövskog.